# Avanti ragazzi di Buda
Avanti ragazzi di Buda (traduction : « En avant, jeunesse de Buda(pest) » ; hongrois : Előre budai srácok) est une chanson anti-communiste italienne,. Écrit par Pier Francesco Pingitore et composé par Dimitri Gribanovski, elle commémore la révolution hongroise de 1956 et est une chanson répandue et bien connue en Italie, ayant également une certaine présence en Hongrie.

## Histoire
Avanti Ragazzi di Buda fût écrite par Pier Francesco Pingitore en octobre 1966 dans le but de rendre hommage au dizième anniversaire de la révolution hongroise de 1956 et en réponse, selon lui, au "silence institutionnel sur l'événement",. Dimitri Gribanivski composa une chanson pour l'œuvre de Pingitore et était initialement interprétée par Pino Caruso. La chanson jouit d'un grand succès au sein du Bagaglino, répandue, par la suite, parmi les universités romaines,.

## Paroles
| Version originale | Traduction |
| --- | --- |
| Avanti ragazzi di Buda avanti ragazzi di Pest studenti, braccianti, operai, il sole non sorge più ad Est. Abbiamo vegliato una notte la notte dei cento e più mesi sognando quei giorni d’ottobre, quest’alba dei giovan’ungheresi. | Allez les gars de Buda allez les gars de Pest étudiants, ouvriers, ouvriers, le soleil ne se lève plus à l'est. Nous avons regardé une nuit la nuit des cent mois et plus rêvant de ces jours d'octobre, cette aube des jeunes Hongrois.                                                 |
| Ricordo che avevi un moschetto su portalo in piazza, ti aspetto, nascosta tra i libri di scuola anch’io porterò una pistola. | Je me souviens que tu avais un mousquet allez, emmène-le sur la place, je t'attendrai, caché dans les manuels scolaires Moi aussi j'apporterai une arme. |
| Sei giorni e sei notti di gloria durò questa nostra vittoria ma al settimo sono arrivati i russi con i carri armati. | Six jours et six nuits de gloire cette victoire de la nôtre a duré mais au septième ils sont arrivés les Russes avec des chars. |
| I carri ci schiaccian le ossa, nessuno ci viene in aiuto il mondo è rimasto a guardare sull’orlo della fossa seduto. | Les chars écrasent nos os, personne ne nous aide le monde est resté là et a regardé assis au bord de la tombe. |
| Ragazza non dirlo a mia madre non dirle che muoio stasera ma dille che sto su in montagna e che tornerò a primavera Compagni noi siam condannati, sconfitta è la rivoluzione fra poco saremo bendati e messi davanti al plotone     | Chérie ne le dis pas à ma mère ne lui dis pas que je vais mourir ce soir mais dis-lui que je suis dans les montagnes et que je serai de retour au printemps Camarades nous sommes condamnés, la défaite est la révolution nous aurons bientôt les yeux bandés et placé devant le peloton |
| Compagno il plotone già avanza, già cadono il primo e il secondo finita è la nostra vacanza, sepolto l'onore del mondo | Camarade, le peloton avance déjà, déjà la première et la deuxième chute nos vacances sont finies enterré l'honneur du monde |
| Compagno riponi il fucile torneranno a cantare le fonti quel giorno serrate le file e noi torneremo dai monti | Camarade, range ton fusil les sources chanteront à nouveau rangs serrés ce jour-là et nous reviendrons des montagnes |
| Avanti ragazzi di Buda, avanti ragazzi di Pest studenti, braccianti e operai, il sole non sorge più all'Est. | Allez les gars de Buda, allez les gars de Pest étudiants, ouvriers et ouvriers, le soleil ne se lève plus à l'Est. |

## Succès et diffusion
Avanti ragazzi di Buda est également connu en Hongrie parmi certains mouvements extrémistes,, y étant connu comme Előre budai srácok. En septembre 2019, le premier ministre de Hongrie Viktor Orbán, qui fût ensuite invité à une manifestation du parti politique Frères d'Italie, définit la chanson  comme "la plus belle chanson jamais composée à propos de la révolution de 1956".
La chanson est souvent chantée comme chant de stade par les ultras du club de football Società Sportiva Lazio,.
En 2020, il fut annoncé que Pingitore recevrait la Croix de Chevalier de l'Ordre du Mérite hongrois pour avoir écrit la chanson.